# Darnell Mee
Pour les articles homonymes, voir Mee.
Darnell Mee, né le 11 février 1971 à Cleveland, dans l'Ohio, est un ancien joueur américain naturalisé australien de basket-ball. Il évolue durant sa carrière au poste d'arrière.

## Palmarès
- Champion d'Océanie 2007